# 44er Haus

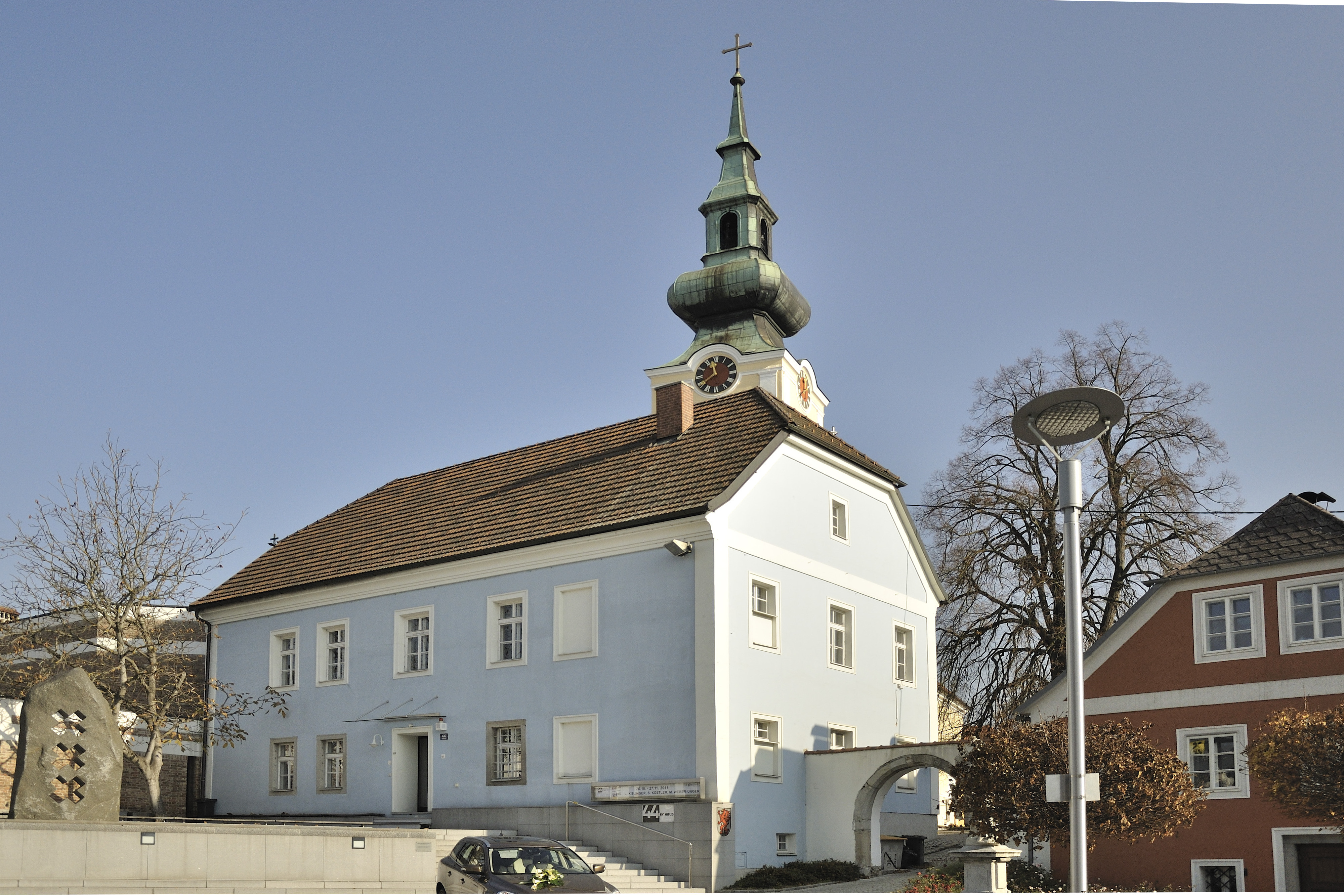
Das 44er Haus vom Leondinger Stadtplatz aus gesehen

Das 44er Haus ist die städtische Galerie der Stadt Leonding und befindet sich zentral am Leondinger Stadtplatz. Das Gebäude steht unter Denkmalschutz.

## Geschichte
Das Gebäude wurde 1831/1832 erbaut. Den Namen trägt es heute aufgrund der Hausnummer, die es damals als 44. Gebäude im Ort bekam. In den 1850er-Jahren befand sich neben den Schulklassen auch die erste Gemeindeverwaltung im Haus. 1877 wurde das Haus bereits zu klein und der Schulunterricht wurde in ein neues, größeres Gebäude verlegt.
Zwischen 1982 und 1991 befand sich die Stadtbücherei im Gebäude, 1995 wurde dann im Gemeinderat beschlossen, ein Heimatmuseum im 44er Haus einzurichten. 1998 wurde das 44er Haus als städtische Galerie eröffnet.

## Ausstellungen
- 2004: Franz Ecker
- 2005: Monika Hinterberger
- 2012: Mensch Marker (Andreas Egger)
- 2013: Surreale Parellelwelten (Manfred L. Koutek)
- 2015: Refugees & Sichtbarkeit (José Pozo u. a.)